# Michał Sopoćko

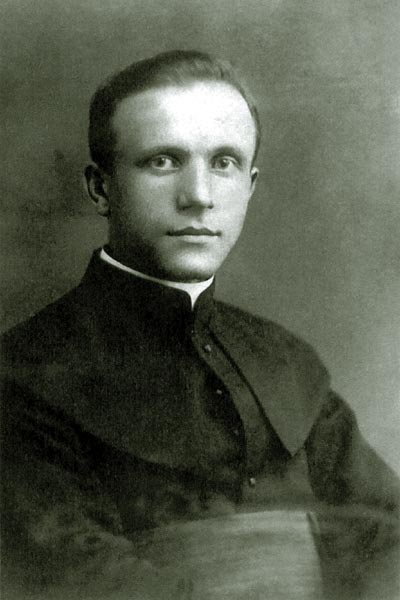
Michał Sopoćko

Michał Sopoćko (* 1. November 1888 in Nowosady, Russisches Kaiserreich; † 15. Februar 1975 in Białystok, Polen) war der Beichtvater und geistliche Begleiter der heiligen Faustyna Kowalska. Er ist ein Seliger der römisch-katholischen Kirche.

## Leben
1910 begann Michał Sopoćko das vierjährige Theologiestudium im Seminar Wilna. Am 15. Juni 1914 empfing er die Priesterweihe. Im Anschluss war er als Kaplan in der Pfarrei der Taborkirche in Wilna tätig. 1918 bekam Sopoćko von der Kirchenbehörde in Wilna die Erlaubnis zur Ausreise nach Warschau zum Theologiestudium an der Warschauer Universität. Krankheit und die politische Situation in Polen verhinderten zunächst das Studium. Michał Sopoćko meldete sich daraufhin freiwillig als Feldgeistlicher. 1919 konnte er sein Studium der Moraltheologie in Warschau beginnen. Während seines Dienstes als Feldgeistlicher und als Student der Moraltheologie nahm er zusätzlich ein Studium in der Pädagogischen Hochschule auf. Am 1. März 1926 wurde er mit einer Dissertation zur Moraltheologie promoviert. Anschließend war er wieder in der Militärseelsorge tätig. 1927 und 1928 war er Spiritual im Priesterseminar Wilna. Zudem war er Beichtvater für viele Priester und Ordensschwestern.
In seiner am 15. Mai 1934 von der Universität Warschau angenommenen Habilitationsschrift befasste er sich mit Problemen der Erziehung. Um Material dafür zu sammeln, arbeitete er im Sommer 1930 in Bibliotheken in mehreren Ländern West- und Mitteleuropas. Zugleich schrieb er wissenschaftliche Aufsätze zur Pastoraltheologie, verfasste Artikel für die 1933 mit Band 32 vollendete Encyklopedia kościelna (Kirchliche Enzyklopädie) und hielt zahlreiche Vorträge.
Nach der Habilitation wurde er vom Ministerium für den Kultus und für die Bildung zum Professor der Pädagogik an der Warschauer Universität ernannt. Außerdem erhielt er den Lehrstuhl für Pastoraltheologie an der Stefan-Batory-Universität in Wilna.
Seit 1932 war Sopoćko einer der Beichtväter der Ordensschwestern der Kongregation der Muttergottes der Barmherzigkeit in Wilna. 1933 begegnete er dort Schwester Maria Faustyna Kowalska und wurde ihr geistlicher Begleiter. Auf seinen Rat hin hatte Schwester Faustyna die Erscheinungen und mystischen Erfahrungen in ihrem „Tagebuch“ aufgezeichnet. Ihm ist es zu verdanken, dass gemäß ihrer Vision das erste Jesusbild von der Göttlichen Barmherzigkeit mit der Aufschrift „Jesus, ich vertraue auf Dich“ gemalt und verbreitet wurde. Auch nachdem Schwester Maria Faustyna Kowalska im Jahre 1936 Wilna verlassen hatte, blieb er mit ihr in Kontakt. Diese Begegnung wurde wesentlich für sein weiteres Leben und seine zukünftige Mission. Er entwickelte eine Theologie der Barmherzigkeit Gottes, die er in wissenschaftlichen Veröffentlichungen darlegte.
1942 wurde Sopoćko von der Gestapo gesucht und musste aus Wilna fliehen. 1944 konnte er zurückkehren. 1947 drohte ihm die Deportation nach Sibirien. Im Juli 1947 wurde Sopoćko von Erzbischof Romuald Jałbrzykowski eingeladen, in Białystok neue Aufgaben zu übernehmen. Sopoćko reiste Ende August 1947 nach Białystok. Am Geistlichen Seminar hielt er Vorträge in Katechese, Pädagogik, Psychologie und Philosophiegeschichte, war Beichtvater der Studenten und leitete Exerzitien. Er verfasste die Ordensregeln für die neu gegründete Ordensgemeinschaft der Schwestern vom Barmherzigen Jesus. Nach einem Autounfall im Februar 1962 in Zakopane musste er sich pensionieren lassen.
1965 leitete der Krakauer Erzbischof Karol Wojtyla den Seligsprechungsprozess für Schwester Maria Faustyna Kowalska ein. Daran war Michał Sopoćko beteiligt; er wurde zum Wegbereiter der Andacht zur Barmherzigkeit Gottes. Auf seinen Rat hin hatte Schwester Faustyna die Erscheinungen und mystischen Erfahrungen in ihrem „Tagebuch“ aufgezeichnet. Ihm ist es zu verdanken, dass das Bild vom Barmherzigen Jesus mit der Aufschrift „Jesus, ich vertraue auf Dich“ gemalt und verbreitet wurde.
Als Zeichen der Anerkennung für seine vielfältigen Verdienste für die Kirche und die Erzdiözese Białystok wurde Sopoćko 1972 zum allgemeinen kanonischen Domkapitular ernannt.
Michał Sopoćko starb in seinem Zimmer in der Poleskastraße am 15. Februar 1975, am Samstagabend, dem Fest des heiligen Faustinus, des Patrons von Schwester Faustyna Kowalska. Seine sterblichen Überreste befinden sich im Heiligtum der Barmherzigkeit Gottes in Białystok.

## Seligsprechung
Michał Sopoćko wurde am 28. September 2008 in Białystok seliggesprochen.

## Schriften
- Miłosierdzie Boga w dziełach Jego (Die Barmherzigkeit Gottes in seinen Werken)
  - Bd. 1: Veritas, London 1959.
  - Bd. 2: Męka, śmierć, zmartwychwstanie i wniebowstąpienie (Leiden, Sterben, Auferstehung und Himmelfahrt Christi). Pallottini, Rom 1962.
  - Bd. 3: Duch Święty, Kościół, Łaska, Cnota, Dary Ducha Świętego, Modlitwa, Ufność, Sakramenty Święte (Heiliger Geist, Kirche, Gnade, Kardinaltugenden, Gaben des Heiligen Geistes, Gebet, Vertrauen, Sakramente). Pallottini, Rom 1962.
  - Bd. 4: O uroczystość Najmiłosierniejszego Zbawiciela (Über die Feier der Allbarmherzigkeit des Heilandes). Naszej Rodziny, Paris 1967.